# Marianas Soccer League 2021
La Marianas Soccer League 2021 fue la temporada 2021 de dicha competición de fútbol de las Islas Marianas del Norte. Empezó el 28 de febrero, finalizó el 12 de diciembre y contó con la participación de ocho equipos. 
La temporada se dividió en dos torneos, fall (otoño) y spring (primavera), cada una con sus respectivos campeones.

## Participantes
| Club                 |
| -------------------- |
| Kanoa FC             |
| Tan Holdings         |
| The Old B Bank       |
| U-18 National Team A |
| U-18 National Team B |
| MP United            |
| Paire FC             |
| The One              |

## Torneo de primavera

### Clasificación
| Pos. | Equipo               | Pts. | PJ | G  | E | P  | GF | GC | Dif. | Clasificación 2021 |
| ---- | -------------------- | ---- | -- | -- | - | -- | -- | -- | ---- | ------------------ |
| 1    | Tan Holdings FC      | 34   | 14 | 11 | 1 | 2  | 47 | 19 | +28  | Campeón            |
| 2    | U-18 National Team A | 32   | 14 | 9  | 5 | 0  | 38 | 6  | +32  |                    |
| 3    | MP United            | 32   | 14 | 10 | 2 | 2  | 35 | 12 | +23  |                    |
| 4    | Paire FC             | 22   | 14 | 7  | 1 | 6  | 36 | 29 | +7   |                    |
| 5    | U-18 National Team B | 15   | 14 | 4  | 3 | 7  | 26 | 27 | −1   |                    |
| 6    | Kanoa FC             | 13   | 14 | 3  | 4 | 7  | 19 | 29 | −10  |                    |
| 7    | The One              | 7    | 14 | 2  | 1 | 11 | 16 | 48 | −32  |                    |
| 8    | The Old B Bank       | 4    | 14 | 1  | 1 | 12 | 6  | 53 | −47  |                    |

Actualizado a los partidos jugados el 13 de junio de 2021.
 Fuente: RSSSF

### Fixture
| 28 de febrero | Kanoa           | 0-3 | U-18 National Team A |
| 28 de febrero | Paire           | 5-0 | The One              |
| 28 de febrero | Tan Holdings FC | 6-2 | U-18 National Team B |
| 28 de febrero | The Old B Bank  | 0-6 | MP United            |

| 7 de marzo | MP United            | 2-1 | U-18 National Team B |
| 7 de marzo | U-18 National Team A | 5-0 | The One              |
| 7 de marzo | The Old B Bank       | 0-5 | Paire                |
| 7 de marzo | Tan Holdings FC      | 1-0 | Kanoa                |

| 12 de marzo | U-18 National Team B | 0-0        | U-18 National Team A |
| 14 de marzo | Kanoa                | 4-0        | The Old B Bank       |
| 14 de marzo | Paire                | 3-0 (W.O.) | MP United            |
| 14 de marzo | Tan Holdings FC      | 8-1        | The One              |

| 19 de marzo | U-18 National Team B | 0-2        | Paire          |
| 21 de marzo | Tan Holdings FC      | 3-0 (W.O.) | MP United      |
| 21 de marzo | U-18 National Team A | 8-0        | The Old B Bank |
| 21 de marzo | The One              | 3-3        | Kanoa          |

| 26 de marzo | The One              | 1-6  | U-18 National Team B |
| 28 de marzo | MP United            | 4-0  | Kanoa                |
| 28 de marzo | Tan Holdings FC      | 10-0 | The Old B Bank       |
| 28 de marzo | U-18 National Team A | 3-1  | Paire                |

| 9 de abril  | Tan Holdings FC      | 1-1 | U-18 National Team A |
| 11 de abril | Paire                | 3-2 | Kanoa                |
| 11 de abril | The One              | 1-3 | MP United            |
| 11 de abril | U-18 National Team B | 0-0 | The Old B Bank       |

| 16 de abril | Kanoa           | 1-1 | U-18 National Team B |
| 18 de abril | Tan Holdings FC | 2-1 | Paire                |
| 18 de abril | MP United       | 1-1 | U-18 National Team A |
| 18 de abril | The Old B Bank  | 0-4 | The One              |

| 23 de abril | U-18 National Team A | 0-0 | MP United       |
| 25 de abril | The One              | 2-1 | The Old B Bank  |
| 25 de abril | U-18 National Team B | 0-1 | Kanoa           |
| 25 de abril | Paire                | 1-2 | Tan Holdings FC |

| 30 de abril | The One              | 0-3 | U-18 National Team A |
| 2 de mayo   | Kanoa                | 2-3 | Tan Holdings FC      |
| 2 de mayo   | U-18 National Team B | 2-3 | MP United            |
| 2 de mayo   | Paire                | 4-1 | The Old B Bank       |

| 13 de mayo | MP United            | 3-0 | The Old B Bank  |
| 14 de mayo | U-18 National Team B | 3-4 | Tan Holdings FC |
| 16 de mayo | U-18 National Team A | 1-1 | Kanoa           |
| 16 de mayo | The One              | 2-4 | Paire           |

| 20 de mayo | Kanoa          | 1-0  | The One              |
| 21 de mayo | The Old B Bank | 0-15 | U-18 National Team A |
| 23 de mayo | Paire          | 4-5  | U-18 National Team B |
| 23 de mayo | MP United      | 2-0  | Tan Holdings FC      |

| 27 de mayo | Kanoa                | 2-2   | Paire                |
| 28 de mayo | The Old B Bank       | 0 - 3 | U-18 National Team B |
| 30 de mayo | MP United            | 2 - 0 | The One              |
| 30 de mayo | U-18 National Team A | 4 - 2 | Tan Holdings FC      |

| 4 de junio | U-18 National Team A | 2-0 | U-18 National Team B |
| 6 de junio | The One              | 1-7 | Tan Holdings FC      |
| 6 de junio | The Old B Bank       | 3-2 | Kanoa                |
| 6 de junio | MP United            | 5-1 | Paire                |

| 10 de junio | Kanoa                | 0-6 | MP United            |
| 13 de junio | Paire                | 0-7 | U-18 National Team A |
| 13 de junio | U-18 National Team B | 3-1 | The One              |
| 13 de junio | The Old B Banks      | 1-6 | Tan Holdings FC      |

### Campeón
| Bandera de Islas Marianas del Norte |
| Campeón Tan Holdings FC             |
| 5.° título                          |

## Torneo de otoño

### Fase final

#### Semifinales
| Fecha                  | Local           | Marcador | Visita        |
| ---------------------- | --------------- | -------- | ------------- |
| 5 de diciembre de 2021 | Teen Ayuyu      | 2-1      | Eleven Tigers |
| 5 de diciembre de 2021 | Tan Holdings FC | 2-0      | Paire FC      |

#### Final
| Fecha                   | Local           | Marcador       | Visita     |
| ----------------------- | --------------- | -------------- | ---------- |
| 12 de diciembre de 2021 | Tan Holdings FC | 2-2 (pen. 3-4) | Teen Ayuyu |

### Campeón
| Bandera de Islas Marianas del Norte |
| Campeón Teen Ayuyu                  |
| 2.° título                          |